# Tiết Công (Tây Sở)
Tiết công là tướng lĩnh nhà Tây Sở trong lịch sử Trung Quốc.

## Tiểu sử
Tiết Công, không rõ tên, là tướng lĩnh dưới quyền Hạng Thanh. Tiết Công cùng với Long Thư, Đàm Công, Chu Lan, Lưu Công Toàn trấn thủ Hạ Bì.
Năm 203 TCN, Long Thư, Hạng Thanh cứu viện Hạng Vũ thất bại, toàn quân bị diệt. Hàn Tín bội ước, sai Quán Anh vượt sông Hoài đánh chiếm đất Sở, áp sát Quảng Lăng.
Hạng Vũ sai Hạng Thanh, Tiết Công, Đàm Công đem quân tiến lên bình định Hoài Bắc. Quán Anh lần nữa vượt sông, đánh bại quân Sở, bắt sông Hạng Thanh. Tiết Công bị chém tại trận.